# Shimotsuki
Shimotsuki (kanji 霜月| pol. „styczniowy księżyc”) – japoński wielki niszczyciel z okresu II wojny światowej, typu Akizuki.

## Historia
„Shimotsuki” był siódmym z wielkich niszczycieli typu Akizuki, zaprojektowanych specjalnie jako okręty obrony przeciwlotniczej, których główne uzbrojenie stanowiło 8 nowych dział uniwersalnych kalibru 100 mm, o świetnych charakterystykach balistycznych. Był pierwszym okrętem  drugiej serii tego typu, zbudowanej w ramach programu rozbudowy floty z 1941 roku (numer budowy 360).  
Stępkę pod budowę okrętu położono 6 lipca 1942 w stoczni Mitsubishi w Nagasaki, kadłub wodowano 7 kwietnia 1943, a okręt wszedł do służby 31 maja 1944, prawie rok po ostatnich  okrętach pierwszej serii Akizuki. Nazwa, podobnie jak pozostałych niszczycieli tej serii, związana była z Księżycem i oznaczała „Księżyc mrozu”.

## Służba
Początkowo po wejściu do służby jego załoga szkoliła się na wodach Japonii w składzie 11. Flotylli Niszczycieli. W czerwcu 1944 został przydzielony do 10. Flotylli Niszczycieli 3. Floty (wraz z biźniaczymi „Akizuki”, „Hatsuzuki„, „Wakatsuki„) i wziął udział w powietrzno-morskiej bitwie na Morzu Filipińskim 19-20 czerwca 1944, osłaniając lotniskowce w składzie zespołu adm. Ozawy. W lipcu przydzielony do 41. Dywizjonu niszczycieli 10. Flotylli. W dniach 4-15 sierpnia 1944 eskortował konwój HI-70 z Singapuru do Moji (Kitakyūshū).
„Shimotsuki” brał następnie udział w starciu 25 października 1944 koło przylądka Engano, będącego częścią bitwy o Leyte, w składzie zespołu lotniskowców adm. Ozawy. W dniach 8-16 listopada eskortował pancerniki „Ise„ i „Hyūga„ na pierwszej części drogi, podczas operacji transportowej z Kure do Manili.
24 listopada 1944 w Singapurze został okrętem flagowym 31. Flotylli Eskortowej kontradmirała Heitaro Edo. Został następnie storpedowany 25 listopada 1944 na zachód od Borneo, 220 mil morskich na wschód od Singapuru, dwoma torpedami przez amerykański okręt podwodny USS "Cavalla", po czym zatonął z większością załogi, dowódcą i sztabem flotylli, w tym dowódcą 41. Dywizjonu komandorem Kiichiro Wakida i kontradmirałem Edo, na pozycji 2°21′N 107°20′E/2,350000 107,333333.
Dowódca:
- kmdr ppor/kmdr por Kenji Hatano (maj 1944 - 25 listopada 1944)

## Dane techniczne
Opis konstrukcji i szczegółowe dane - w artykule niszczyciele typu Akizuki

### Uzbrojenie i wyposażenie
- 8 dział uniwersalnych kalibru 100 mm Typ 98 w wieżach dwudziałowych (4xII)
  - długość lufy - L/65 (65 kalibrów), kąt podniesienia - 90° donośność - 19.500 m (pozioma), 14.700 m (maks. pionowa), masa pocisku - 13 kg. Zapas amunicji - po 300 nabojów
- 12 - 27 działek przeciwlotniczych 25 mm Typ 96, na stanowiskach podwójnych, potrójnych i pojedynczych (początkowo 4xIII lub 5xIII, ilość zwiększana w latach 1943-44, ostatecznie 5xIII, 12xI)
- 4 wkm 13,2 mm plot (prawdopodobnie od 1944)
- 4 wyrzutnie torpedowe 610 mm Typ 92 model 4 (1xIV) (8 torped Typ 93)
- 2-4 miotacze bomb głębinowych Typ 94, zrzutnie bg (54-72 bomby głębinowe)

## Wyposażenie
- system kierowania ogniem artylerii głównej: dwa 4,5-metrowe dalmierze stereoskopowe (na nadbudówce dziobowej i rufowej) z przelicznikiem artyleryjskim Typ 94.
- urządzenia kierowania ogniem artylerii plot: 2,5-metrowy dalmierz, dwa 1,5 metrowe dalmierze
- szumonamiernik
- radar (od 1943-44): dozoru ogólnego model 21 lub dozoru ogólnego model 22 i/lub dozoru powietrznego model 13
- reflektor 110 cm